# Struthioniformes
Struthioniformes este un ordin de păsări, acarinate, parte din supraordinul paleognathelor. Acesta cuprinde păsări precum struțul, emu și kiwi.

## Descriere
Păsările struthioniforme sunt păsări de mărime mijlocie și mare, de la câteva kilograme greutate si 50 cm înălțime (emu) până la 150 kg greutate și 3 m înălțime (struțul african), deși pasărea-elefant din ordinul dispărut Aepyornithiformes, originar din  insula Madagascar, cântărea până la 450 kg. Acestea sunt păsări acarinate, terestre, ce nu sunt capabile de zbor. Aripile slab dezvoltate sunt compensate însă de membrele inferioare puternic dezvoltate, astfel încât aceste păsări pot alerga cu viteze de până la 45 km/h.

## Răspândire
Struthioniformele sunt răspândite în special în emisfera sudică: 
- struțul - Africa centrală și meridională;
- casuaridele (inclusiv emu) - Australia;
- kiwi - Noua Zeelandă
- nandu - America de Sud
- tinamu - America de Sud.